# Quartieri di Parigi

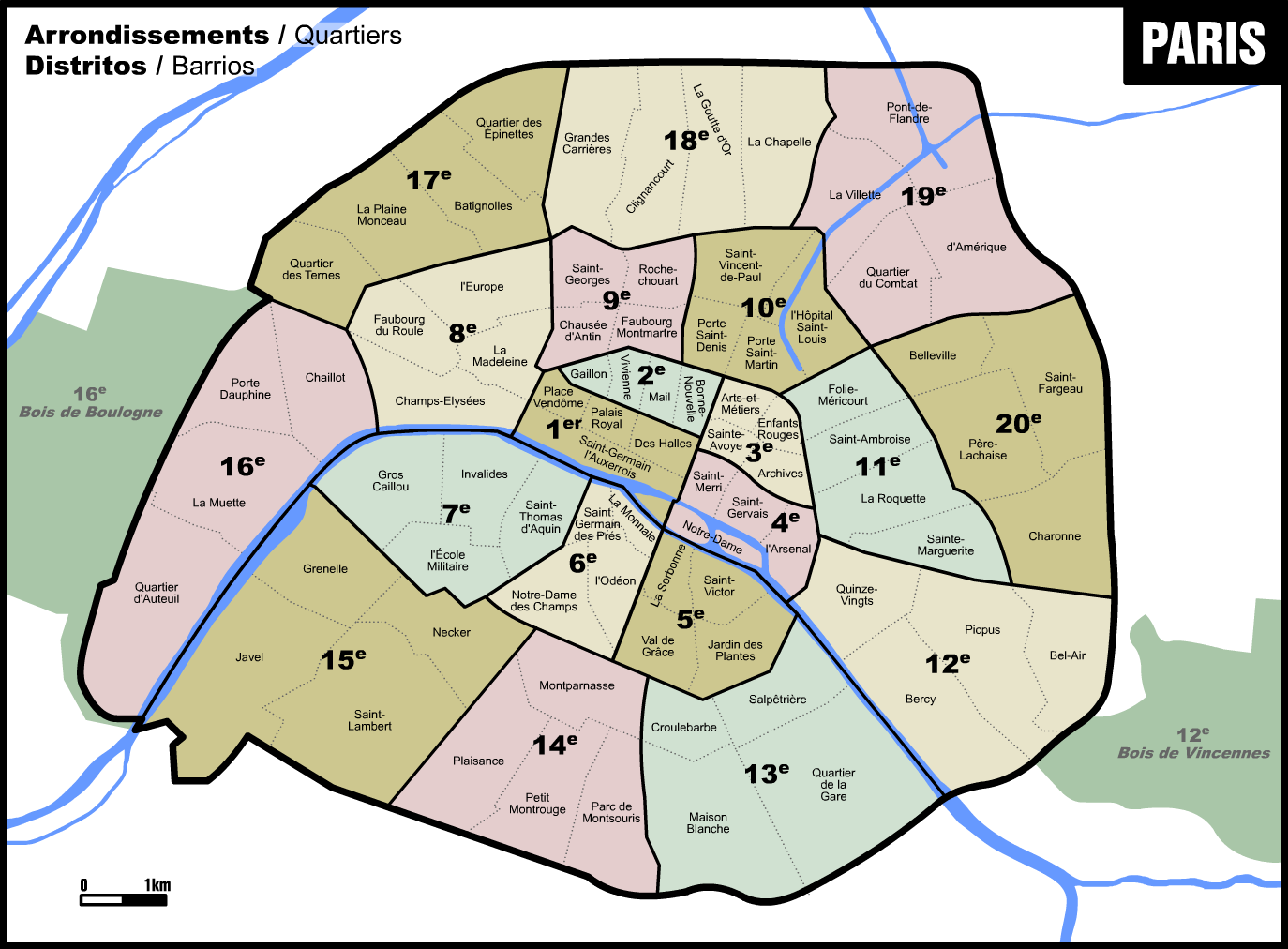
Mappa di Parigi con gli arrondissement e i quartieri

Il termine "quartiere" assume diversi significati nel contesto parigino:
- nel linguaggio comune, un quartiere designa un'area urbana che possiede una determinata identità comune sul piano architetturale, sociale, funzionale, ma senza una delimitazione precisa: il quartiere latino, le Marais, il quartiere asiatico ricadono in questa definizione di quartiere;
- in ambito amministrativo, ciascuno dei venti arrondissement municipali di Parigi è diviso in quattro quartieri amministrativi;
- infine, la creazione dei consigli di quartiere è basata su una nuova ripartizione dell'area parigina in 121 quartieri.

## Storia

### Medioevo
In origine, Parigi era divisa in quattro parti, da cui il nome "quartiere". Prima dei lavori sotto Filippo Augusto, infatti, quattro quartieri erano chiaramente identificati: l'Île de la Cité, il cuore fortificato della città, Saint-Jacques-la-Boucherie, la Verrerie e la Grève sulla Riva destra della Senna. La Riva sinistra era possedimento delle abbazie.
Dopo l'edificazione della cinta muraria di Filippo Augusto il numero di quartieri passò a otto. S'aggiunsero, in effetti, a quelli che esistevano già sotto Luigi il Santo, Sainte-Opportune e Saint-Germain-l'Auxerrois sulla Riva destra, Saint-André e Maubert sulla Riva Sinistra.
Altri otto nuovi quartieri s'aggiunsero alla lista con l'erezione della cinta muraria del 1383. Fino alla fine del XVI secolo, Parigi rimase così divisa in sedici quartieri, a loro volta divisi in "decine" (dizaines, in francese): la Cité, la Grève, Halles, Maubert, la Verrerie, Saint-André, Saint-Antoine, Saint-Denis, Saint-Eustache, Saint-Germain-l'Auxerrois, Saint-Gervais, Saint-Honoré,
Saint-Jacques-de-la-Boucherie, Saint-Martin, Sainte-Avoye, Sainte-Opportune.
I quartieri parigini fungevano da circoscrizione di base per l'azione pubblica e l'elezione a cariche municipali, in opposizione alle parrocchie e ai signori attorno ai quali s'organizzava la vita sociale. Dentro ciascun quartiere un comandante di quartiere (quartenier o quartinier) era incaricato di determinati compiti amministrativi, mentre i compiti di polizia rientravano nelle competenze di un colonnello di quartiere.
L'istituzione dei colonnelli di quartiere sarà estesa a tutte le città francesi da Luigi XIV.

### Età moderna

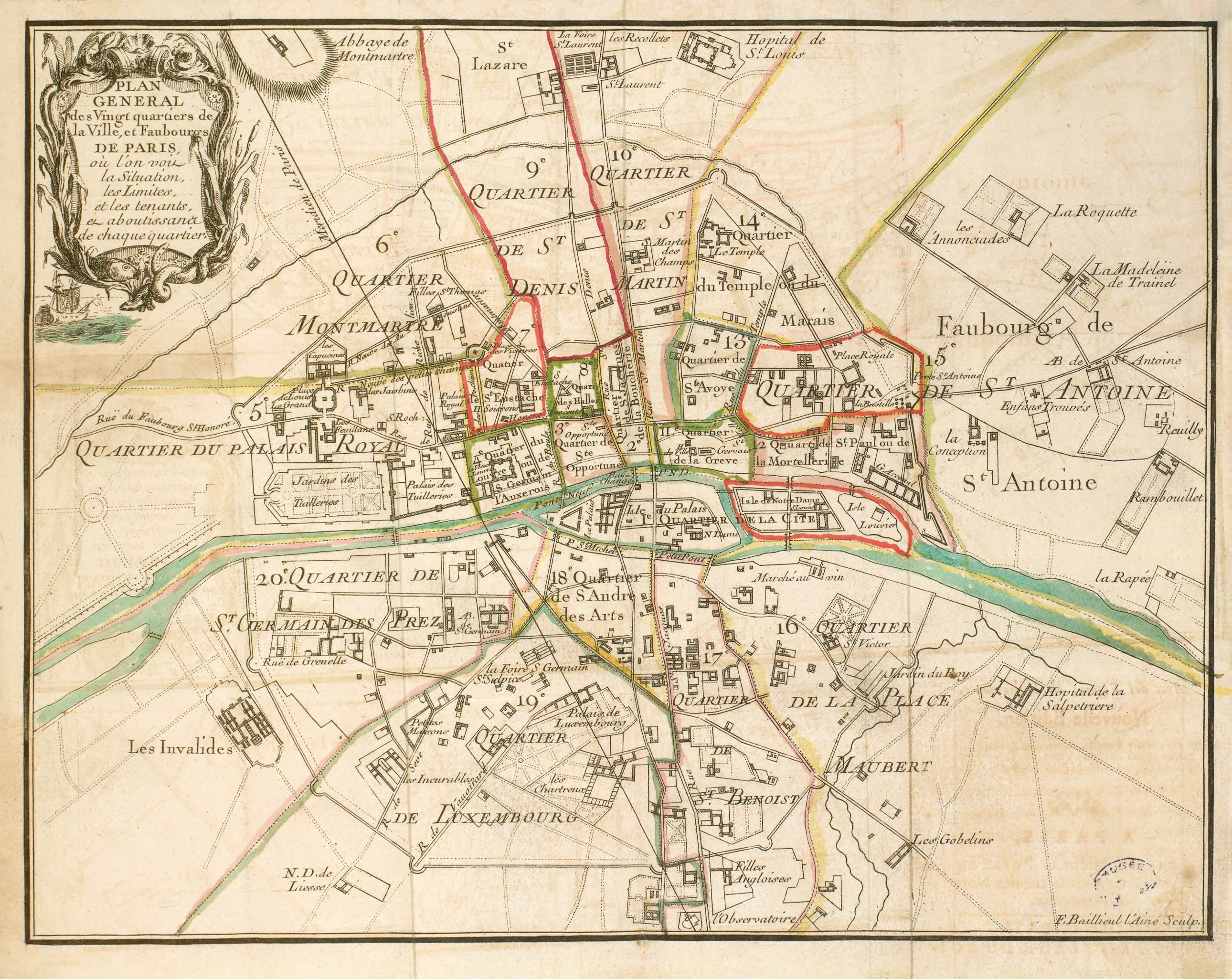
Mappa di Parigi con i quartieri e i sobborghi (di Jean-Baptiste Scotin, 1742)

In seguito alla Fronda, i bastioni cittadini sono stati distrutti e l'amministrazione reale ha cercato di limitare l'autonomia parigina. Questo risulterà nella creazione di una luogotenenza di polizia (editto del 3 marzo 1667), la riforma dei comandanti di quartiere (l'editto del luglio 1681 in fatto degli uffici solamente onorifici: i "consiglieri e i comandanti di quartiere della Città") e una nuova ripartizione dei quartieri (sedici secondo la sentenza del Consiglio del 12 aprile 1680, venti secondo quella del 14 gennaio 1702). Con quattro quartieri nuovi, Parigi ne raggiunge venti nel 1702:
- cinque sulla Riva sinistra: Saint-Germain-des-Prés, Luxembourg, Saint-André-des-Arts, Saint-Benoît, Maubert;
- uno sulle isole: la Cité;
- quattordici sulla Riva destra, dove si trovava l'80% della popolazione: Palais-Royal, Montmartre, Saint-Denis, Saint-Eustache, Louvre, Halles, Sainte-Opportune, Saint-Jacques-de-la-Boucherie, Saint-Martin, Sainte-Avoye, Grève, Saint-Antoine, Saint-Paul e le Faubourg Saint-Antoine.

Questi quartieri erano sotto la sorveglianza dei commissari, dipendenti dal luogotenente generale di polizia, che, a partire dal 1708, avevano sotto i loro ordini due ispettori per ciascun quartiere. Tra i compiti dei quartieri v'era anche la riscossione di certe imposte, la capitazione e la decima.
Nell'aprile del 1789, la città è stata ripartita in 60 distretti per l'elezione dei delegati agli Stati generali; ogni ex-quartiere è stato, dunque, diviso in tre o quattro distretti e ogni distretto, entro l'anno, forma un battaglione della guardia nazionale.
Dal 21 maggio 1790, questo numero fu ridotto a 48 sezioni. Nel 1795, queste 48 sezioni divennero ufficialmente i 48 quartieri, cioè quattro per arrondissement.
L'annessione dei comuni limitrofi il 1º gennaio 1860 ha creato otto nuovi arrondissement e 32 nuovi quartieri, che portarono a 80 il numero totale dei quartieri parigini. Alcuni dei quartieri creati portano, peraltro, il nome del comune allora annesso.

## Quartieri amministrativi
Gli ottanta quartieri amministrativi costituiscono il più basso livello dell'amministrazione pubblica di Parigi. All'interno di ciascun quartiere vi è una stazione di polizia.
| Arrondissement                                       | Quartiere | Quartiere                 | Popolazione nel 1999 | Superficie (ha) | Densita (ab./km²) | Mappa |
| ---------------------------------------------------- | --------- | ------------------------- | -------------------- | --------------- | ----------------- | ----- |
| I arrondissement detto «del Louvre»                  | 1°        | Saint-Germain-l'Auxerrois | 1672                 | 86,9            | 1924              |       |
| I arrondissement detto «del Louvre»                  | 2°        | Halles                    | 8984                 | 41,2            | 21806             |       |
| I arrondissement detto «del Louvre»                  | 3°        | Palais-Royal              | 3195                 | 27,4            | 11661             |       |
| I arrondissement detto «del Louvre»                  | 4°        | Place-Vendôme             | 3044                 | 26,9            | 11316             |       |
| II arrondissement detto «della Bourse»               | 5°        | Gaillon                   | 1345                 | 18,8            | 7154              |       |
| II arrondissement detto «della Bourse»               | 6°        | Vivienne                  | 2917                 | 24,4            | 11955             |       |
| II arrondissement detto «della Bourse»               | 7°        | Mail                      | 5783                 | 27,8            | 20802             |       |
| II arrondissement detto «della Bourse»               | 8°        | Bonne-Nouvelle            | 9595                 | 28,2            | 34514             |       |
| III arrondissement detto «del Temple»                | 9°        | Arts-et-Métiers           | 9560                 | 31,8            | 30063             |       |
| III arrondissement detto «del Temple»                | 10°       | Enfants-Rouges            | 8562                 | 27,2            | 31478             |       |
| III arrondissement detto «del Temple»                | 11°       | Archives                  | 8609                 | 36,8            | 23394             |       |
| III arrondissement detto «del Temple»                | 12°       | Sainte-Avoye              | 7501                 | 21,3            | 35216             |       |
| IV arrondissement detto «dell'Hôtel-de-Ville»        | 13°       | Saint-Merri               | 6523                 | 31,3            | 20840             |       |
| IV arrondissement detto «dell'Hôtel-de-Ville»        | 14°       | Saint-Gervais             | 10587                | 42,2            | 25088             |       |
| IV arrondissement detto «dell'Hôtel-de-Ville»        | 15°       | Arsenal                   | 9474                 | 48,7            | 19454             |       |
| IV arrondissement detto «dell'Hôtel-de-Ville»        | 16°       | Notre-Dame                | 4087                 | 37,9            | 10784             |       |
| V arrondissement detto «del Panthéon»                | 17°       | Saint-Victor              | 11661                | 60,4            | 19306             |       |
| V arrondissement detto «del Panthéon»                | 18°       | Jardin-des-Plantes        | 18005                | 79,8            | 22563             |       |
| V arrondissement detto «del Panthéon»                | 19°       | Val-de-Grâce              | 19492                | 70,4            | 27688             |       |
| V arrondissement detto «del Panthéon»                | 20°       | Sorbonne                  | 9683                 | 43,3            | 22363             |       |
| VI arrondissement detto «del Luxembourg»             | 21°       | Monnaie                   | 6185                 | 29,3            | 21109             |       |
| VI arrondissement detto «del Luxembourg»             | 22°       | Odéon                     | 8833                 | 71,6            | 12337             |       |
| VI arrondissement detto «del Luxembourg»             | 23°       | Notre-Dame-des-Champs     | 24731                | 86,1            | 28724             |       |
| VI arrondissement detto «del Luxembourg»             | 24°       | Saint-Germain-des-Prés    | 5154                 | 28,2            | 18277             |       |
| VII arrondissement detto «del Palais-Bourbon»        | 25°       | Saint-Thomas-d'Aquin      | 12661                | 82,7            | 15310             |       |
| VII arrondissement detto «del Palais-Bourbon»        | 26°       | Invalides                 | 6276                 | 107,4           | 5844              |       |
| VII arrondissement detto «del Palais-Bourbon»        | 27°       | École-Militaire           | 12895                | 80,8            | 15959             |       |
| VII arrondissement detto «del Palais-Bourbon»        | 28°       | Gros-Caillou              | 25156                | 138,2           | 18203             |       |
| VIII arrondissement detto «dell'Élysée»              | 29°       | Champs-Élysées            | 4614                 | 114,1           | 4044              |       |
| VIII arrondissement detto «dell'Élysée»              | 30°       | Faubourg-du-Roule         | 10038                | 79,6            | 12611             |       |
| VIII arrondissement detto «dell'Élysée»              | 31°       | Madeleine                 | 6045                 | 76,1            | 7943              |       |
| VIII arrondissement detto «dell'Élysée»              | 32°       | Europe                    | 18606                | 118,3           | 15728             |       |
| IX arrondissement detto «dell'Opéra»                 | 33°       | Saint-Georges             | 20850                | 71,7            | 29079             |       |
| IX arrondissement detto «dell'Opéra»                 | 34°       | Chaussée-d'Antin          | 3488                 | 54,3            | 6424              |       |
| IX arrondissement detto «dell'Opéra»                 | 35°       | Faubourg-Montmartre       | 9233                 | 41,7            | 22141             |       |
| IX arrondissement detto «dell'Opéra»                 | 36°       | Rochechouart              | 22212                | 50,1            | 44335             |       |
| X arrondissement detto «dell'Entrepôt»               | 37°       | Saint-Vincent-de-Paul     | 21624                | 92,7            | 23327             |       |
| X arrondissement detto «dell'Entrepôt»               | 38°       | Porte-Saint-Denis         | 15066                | 47,2            | 31919             |       |
| X arrondissement detto «dell'Entrepôt»               | 39°       | Porte-Saint-Martin        | 23125                | 60,9            | 37972             |       |
| X arrondissement detto «dell'Entrepôt»               | 40°       | Hôpital-Saint-Louis       | 29870                | 88,4            | 33790             |       |
| XI arrondissement detto «di Popincourt»              | 41°       | Folie-Méricourt           | 33002                | 72,6            | 45457             |       |
| XI arrondissement detto «di Popincourt»              | 42°       | Saint-Ambroise            | 32168                | 83,8            | 38387             |       |
| XI arrondissement detto «di Popincourt»              | 43°       | Roquette                  | 47520                | 117,2           | 40546             |       |
| XI arrondissement detto «di Popincourt»              | 44°       | Sainte-Marguerite         | 36476                | 93,0            | 39222             |       |
| XII arrondissement detto «di Reuilly»                | 45°       | Bel-Air                   | 33976                | 138,6           | 24514             |       |
| XII arrondissement detto «di Reuilly»                | 46°       | Picpus                    | 62947                | 186,3           | 33788             |       |
| XII arrondissement detto «di Reuilly»                | 47°       | Bercy                     | 13987                | 190,3           | 7350              |       |
| XII arrondissement detto «di Reuilly»                | 48°       | Quinze-Vingts             | 25752                | 123,6           | 20835             |       |
| XIII arrondissement detto «dei Gobelins»             | 49°       | Salpêtrière               | 18246                | 118,2           | 15437             |       |
| XIII arrondissement detto «dei Gobelins»             | 50°       | Gare                      | 69008                | 304,4           | 22670             |       |
| XIII arrondissement detto «dei Gobelins»             | 51°       | Maison-Blanche            | 64797                | 223,2           | 29031             |       |
| XIII arrondissement detto «dei Gobelins»             | 52°       | Croulebarbe               | 19526                | 69,2            | 28217             |       |
| XIV arrondissement detto «dell'Observatoire»         | 53°       | Montparnasse              | 18570                | 112,6           | 16492             |       |
| XIV arrondissement detto «dell'Observatoire»         | 54°       | Parc-de-Montsouris        | 19793                | 135,7           | 14586             |       |
| XIV arrondissement detto «dell'Observatoire»         | 55°       | Petit-Montrouge           | 37230                | 134,6           | 27660             |       |
| XIV arrondissement detto «dell'Observatoire»         | 56°       | Plaisance                 | 57229                | 178,5           | 32061             |       |
| XV arrondissement detto «di Vaugirard»               | 57°       | Saint-Lambert             | 82032                | 283,1           | 29330             |       |
| XV arrondissement detto «di Vaugirard»               | 58°       | Necker                    | 46932                | 157,8           | 29741             |       |
| XV arrondissement detto «di Vaugirard»               | 59°       | Grenelle                  | 47411                | 147,8           | 32078             |       |
| XV arrondissement detto «di Vaugirard»               | 60°       | Javel                     | 49092                | 260,9           | 18816             |       |
| XVI arrondissement detto «di Passy»                  | 61°       | Auteuil                   | 67967                | 303,0           | 22431             |       |
| XVI arrondissement detto «di Passy»                  | 62°       | Muette                    | 45214                | 203,7           | 22196             |       |
| XVI arrondissement detto «di Passy»                  | 63°       | Porte-Dauphine            | 27423                | 141,4           | 19394             |       |
| XVI arrondissement detto «di Passy»                  | 64°       | Chaillot                  | 21213                | 142,4           | 14897             |       |
| XVII arrondissement detto «di Batignolles-Monceaux»  | 65°       | Ternes                    | 39137                | 146,6           | 26696             |       |
| XVII arrondissement detto «di Batignolles-Monceaux»  | 66°       | Plaine-de-Monceaux        | 38958                | 138,4           | 28149             |       |
| XVII arrondissement detto «di Batignolles-Monceaux»  | 67°       | Batignolles               | 38691                | 144,2           | 26831             |       |
| XVII arrondissement detto «di Batignolles-Monceaux»  | 68°       | Épinettes                 | 44352                | 137,8           | 32186             |       |
| XVIII arrondissement detto «delle Buttes-Montmartre» | 69°       | Grandes-Carrières         | 67152                | 190,6           | 35232             |       |
| XVIII arrondissement detto «delle Buttes-Montmartre» | 70°       | Clignancourt              | 64868                | 165,3           | 39243             |       |
| XVIII arrondissement detto «delle Buttes-Montmartre» | 71°       | Goutte-d'Or               | 28524                | 109,0           | 26169             |       |
| XVIII arrondissement detto «delle Buttes-Montmartre» | 72°       | La Chapelle               | 24037                | 134,8           | 17832             |       |
| XIX arrondissement detto «delle Buttes-Chaumont»     | 73°       | Villette                  | 53650                | 128,6           | 41718             |       |
| XIX arrondissement detto «delle Buttes-Chaumont»     | 74°       | Pont-de-Flandre           | 24584                | 237,7           | 10342             |       |
| XIX arrondissement detto «delle Buttes-Chaumont»     | 75°       | Amérique                  | 55365                | 183,6           | 30155             |       |
| XIX arrondissement detto «delle Buttes-Chaumont»     | 76°       | Combat                    | 38988                | 129,5           | 30107             |       |
| XX arrondissement detto «di Ménilmontant»            | 77°       | Belleville                | 35773                | 80,7            | 44328             |       |
| XX arrondissement detto «di Ménilmontant»            | 78°       | Saint-Fargeau             | 42087                | 148,7           | 28303             |       |
| XX arrondissement detto «di Ménilmontant»            | 79°       | Père-Lachaise             | 42332                | 159,9           | 26474             |       |
| XX arrondissement detto «di Ménilmontant»            | 80°       | Charonne                  | 62901                | 209,1           | 30082             |       |